# Gamlarætt

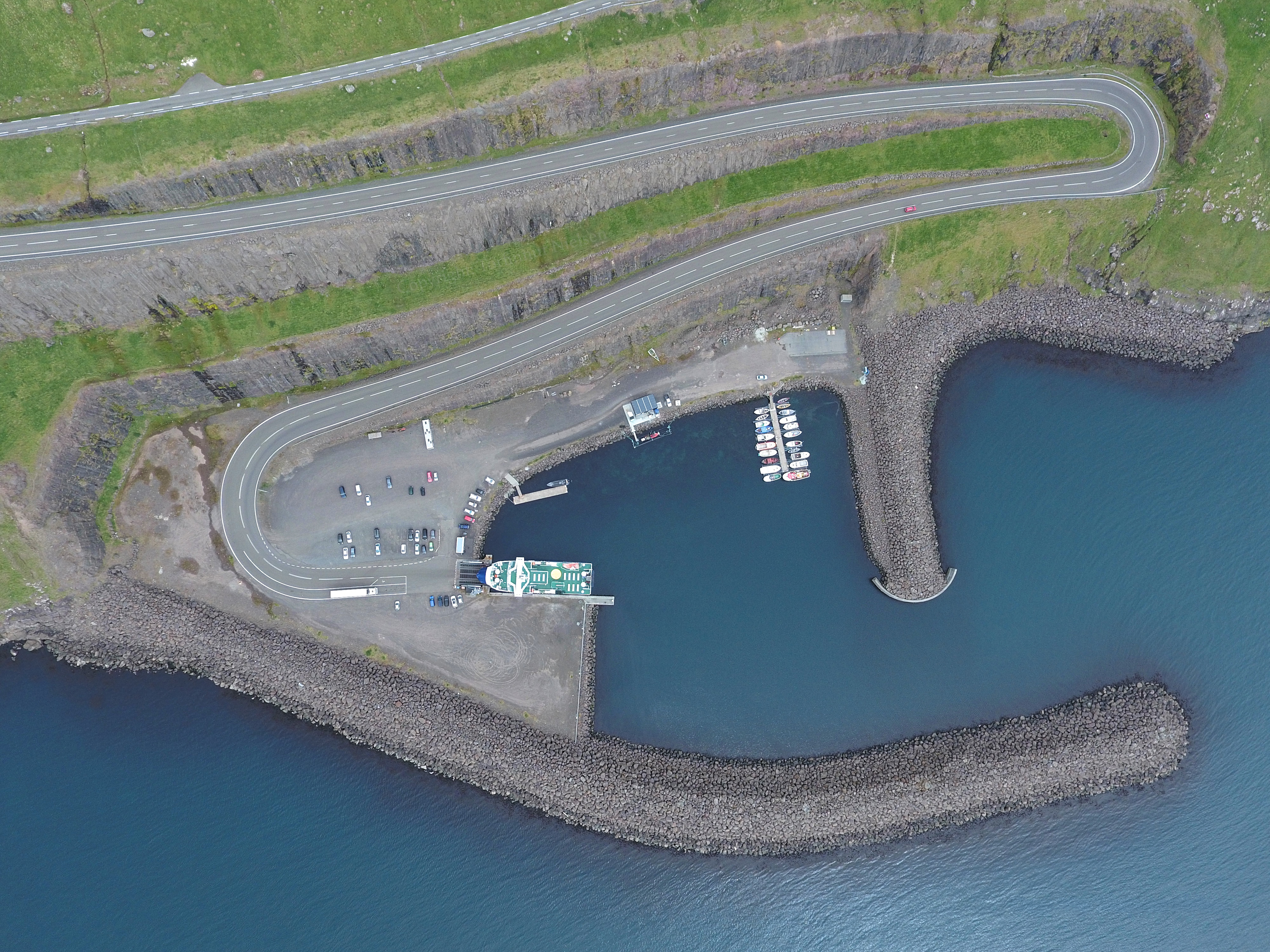
Gamlarætt flygfoto.

Gamlarætt är en relativt nybyggd (1992) färjehamn på norr om Kirkjubøur på ön Streymoy på Färöarna. Båtarna går till Hestur och Sandoy. Hamnen trafikeras av färjan MF Teistin som rymmer 288 passagerare och 33 personbilar eller 12 person- och 2 lastbilar. Det finns bussförbindelse mellan  Gamlarætt och Tórshavn.
En vägtunnel mellan Gamlarætt och Skopun på Sandoy har börjat byggas och beräknas vara klar år 2023.